# Nekrolog 1273
Nekrolog
◄◄
| ◄
| 1269
| 1270
| 1271
| 1272
| 1273 | 1274 | 1275 | 1276 | 1277 | ► | ►►
Weitere Ereignisse | Allgemeiner Nekrolog 1273
Die Beschreibung der verstorbenen Person sollte so kurz wie möglich gehalten sein und nur deren signifikante Tätigkeit(en) enthalten.
Neue Namen ggf. auch unter dem Geburts- und Sterbedatum, also etwa unter 1. Januar und im Geburts- und Sterbejahr (2024) eintragen (nur bei entsprechender großer Wichtigkeit). Für Beispiele siehe die schon vorhandenen Artikel.
Außerdem über die fünf zuletzt Verstorbenen, zu denen es einen ausreichend guten Artikel für eine Präsentation auf der Hauptseite gibt, nach der todesbedingten Überarbeitung der Artikel ggf. auch unter Wikipedia Diskussion:Hauptseite informieren und sie am besten auch in den anderen Wikipedia-Sprachversionen eintragen. Tipp: Regelmäßig bei news.google.de nach „ist tot“, „gestorben“ oder „verstorben“ suchen.
Wenn eine Person gestorben ist, gibt es viele Seiten zu dieser Person in der Wikipedia, die davon auch betroffen sind und entsprechend aktualisiert werden müssen. Beispiele: Namenübersichtsseite, Geburtsjahr, Geburtsort-Seiten und viele mehr.
Wie finde ich die betroffenen Seiten?
Im Suchfeld auf der linken Seite gibt man den Suchbegriff so ein: „Vorname Nachname“. Dann klickt man auf Volltext und alle Seiten mit entsprechendem Suchtext werden aufgerufen. Hier sieht man dann schnell, wo auch das Todesjahr Sinn macht oder sogar ein Teil des Artikels angepasst werden muss. Auch hilft das „Werkzeug“ auf der linken Seite sehr gut, um solche Seiten aufzufinden: „Links auf diese Seite“. Somit ist die Wikipedia wieder aktuell in allen Bereichen! Hinweis: bei Eintragung der Kategorie „Gestorben JAHR“ wird der Missbrauchsfilter 49 ausgelöst, was jedoch nicht schlimm ist. Siehe: Spezial:Missbrauchsfilter/49
Dies ist eine Liste von im Jahr 1273 verstorbenen bekannten Persönlichkeiten. Die Einträge erfolgen innerhalb der einzelnen Daten alphabetisch sortiert. Tiere sind im Nekrolog für Tiere zu finden.

## Januar
| Tag        | Name                 | Beruf, bekannt als                                                      | Alter | Beleg |
| ---------- | -------------------- | ----------------------------------------------------------------------- | ----- | ----- |
| 22. Januar | Muhammad I. ibn Nasr | Sultan von Granada (1232–1273)                                          |       |       |
| 25. Januar | Odo von Châteauroux  | französischer Theologe, Kardinalbischof von Frascati, päpstlicher Legat |       |       |

## Februar
| Tag         | Name                        | Beruf, bekannt als    | Alter | Beleg |
| ----------- | --------------------------- | --------------------- | ----- | ----- |
| 12. Februar | Heinrich IV. von Geroldseck | Bischof von Straßburg |       |       |

## März
| Tag      | Name               | Beruf, bekannt als                                    | Alter | Beleg |
| -------- | ------------------ | ----------------------------------------------------- | ----- | ----- |
| 17. März | Ita von Entringen  | deutsche Adelige, Gattin von Swigger von Gundelfingen |       |       |
| 25. März | Thomas Bérard      | Großmeister des Templerordens (1256–1273)             |       |       |
| März     | Albert Suerbeer    | deutsch-baltischer Erzbischof von Riga                |       |       |
| März     | Ottaviano Ubaldini | Kardinal der Römischen Kirche                         |       |       |

## Mai
| Tag     | Name                  | Beruf, bekannt als | Alter | Beleg |
| ------- | --------------------- | ------------------ | ----- | ----- |
| 24. Mai | Rudolf von Valpelline | Bischof von Sitten |       |       |

## Juni
| Tag      | Name             | Beruf, bekannt als   | Alter | Beleg |
| -------- | ---------------- | -------------------- | ----- | ----- |
| 18. Juni | Jean de Cossonay | Bischof von Lausanne |       |       |

## Juli
| Tag     | Name                  | Beruf, bekannt als                                              | Alter | Beleg |
| ------- | --------------------- | --------------------------------------------------------------- | ----- | ----- |
| 8. Juli | Anno von Sangerhausen | deutscher Adliger; Hochmeister des Deutschen Ordens (1256–1273) |       |       |

## September
| Tag           | Name                | Beruf, bekannt als                         | Alter | Beleg |
| ------------- | ------------------- | ------------------------------------------ | ----- | ----- |
| 14. September | George de Cantilupe | englischer Adliger                         | 22    |       |
| 15. September | Henry of Sandwich   | englischer Geistlicher, Bischof von London |       |       |

## Oktober
| Tag         | Name                   | Beruf, bekannt als                                                   | Alter | Beleg |
| ----------- | ---------------------- | -------------------------------------------------------------------- | ----- | ----- |
| 9. Oktober  | Elisabeth von Bayern   | durch Heirat deutsche Königin und Königin von Sizilien und Jerusalem |       |       |
| 11. Oktober | Hildebold von Wunstorf | Erzbischof von Bremen                                                |       |       |

## Dezember
| Tag          | Name                    | Beruf, bekannt als                                          | Alter | Beleg |
| ------------ | ----------------------- | ----------------------------------------------------------- | ----- | ----- |
| 17. Dezember | Dschalal ad-Din ar-Rumi | islamischer Mystiker, Begründer des Mevlevi-Derwisch-Ordens | 66    |       |

## Datum unbekannt
| Tag       | Name                          | Beruf, bekannt als                                                                                | Alter | Beleg |
| --------- | ----------------------------- | ------------------------------------------------------------------------------------------------- | ----- | ----- |
| im Sommer | Nikolaus von Calvi            | italienischer Minorit                                                                             |       |       |
|           | Egno von Eppan                | Fürstbischof von Brixen und Trient                                                                |       |       |
|           | Johannes I.                   | Abt des Klosters Waldsassen                                                                       |       |       |
|           | Herkus Monte                  | Herzog der Natanger                                                                               |       |       |
|           | Robert de Keldeleth           | schottischer Bischof, Regent und Lordkanzler                                                      |       |       |
|           | Rudolf I. von Praunheim       | Ritter                                                                                            |       |       |
|           | Smil von Zbraslav und Střílky | Kastellan von Prerau (1255–1256), anschließend Burggraf von Brumov; stiftete das Kloster Smilheim |       |       |
|           | Wilhelm von Tripolis          | Dominikaner im Konvent von Akkon                                                                  |       |       |